# طیف ماتریس
در ریاضیات طیف برای یک ماتریس (به انگلیسی: Spectrum of a matrix) (با ابعاد محدود) عبارت است از مجموعه‌ای از «مقادیر ویژه» آن. این مفهوم می‌تواند به طیف یک عملگر هم که دارای ابعاد محدودی است تعمیم داده شود. در آنالیز تابعی مفهوم طیف یک عملگر مرزی، عبارت است از کلی سازی عبارت مقادیر ویژه برای ماتریس‌ها.